# Albo dei prodotti di montagna
L'Albo dei prodotti di montagna (Répertoire des produits de montagne) a été institué en Italie en 2003 pour promouvoir les productions agroalimentaires de qualité des zones de montagne.
Ce répertoire enregistre tous les produits bénéficiant des appellations reconnues au niveau européen, AOP et IGP, produits et transformés dans les régions de montagne de l'Italie (situées à 600 mètres d'altitude et au-delà). Le label  « Prodotto di montagna »  est réservé à ces seuls produits.

## Cadre législatif
Ce répertoire a été créé par l'article 85 de la loi de finance 2003, qui précise :

« Afin de protéger l'originalité du patrimoine historico-culturel des territoires de montagne, en valorisant leurs produits protégés par une « appellation d'origine » ou une « indication géographique », est institué auprès du Ministère des Politiques Agricoles et Forestières le répertoire des produits de montagne autorisés à porter la mention « Prodotto della montagna », suivie de l'indication géographique du territoire intéressé »

 Il s'inscrit dans le cadre de la loi 1994/97 du 31 janvier 1994 édictant de « nouvelles dispositions pour les zones montagneuses » et notamment son article 15 Tutela dei prodotti tipici (protection des produits typiques).
Il est géré par le ministère italien de l'Agriculture.
Les modalités d'inscription des produits ont été définies par le décret ministériel du 30 décembre 2003.
Les demandes d'inscription au répertoire sont présentées par les organismes de défense et de gestion des appellations protégées (odg) agréés par le ministère, appelés en Italie Consorzi di tutela.

## Produits enregistrés dans le répertoire

### Fromages AOP
Asiago, Bitto, Bra, Caciocavallo Silano, Canestrato Pugliese, Casciotta d'Urbino, Castelmagno, Fiore Sardo, Fontina, Formai de mut dell'Alta Valle Brembana, Gorgonzola, Grana Padano, Montasio, Monte Veronese, Mozzarella di Bufala Campana, Murazzano, Parmigiano Reggiano, Pecorino Romano, Pecorino Sardo, Pecorino Siciliano, Pecorino Toscano, Provolone Valpadana, Quartirolo Lombardo, Ragusano, Raschera, Robiola di Roccaverano, Spressa delle Giudicarie, Taleggio, Toma Piemontese, Valle d'Aosta Fromadzo, Valtellina Casera.

### Fruits et légumes AOP
Ficodindia dell'Etna, La Bella della Daunia, Nocellara del Belice, Pomodoro San Marzano dell' Agro Sarnese Nocerino.

### Fruits et légumes IGP
Arancia Rossa di Sicilia, Asparago bianco di Cimadolmo, Asparago verde di Altedo, Cappero di Pantelleria, Carciofo romanesco del Lazio, Castagna del Monte Amiata, Castagna di Montella, Ciliegia di Marostica, Clementine del Golfo di Taranto, Clémentine de Calabre, Fagiolo di Lamon della Vallata Bellunese, Fagiolo di Sarconi, Fagiolo di Sorana, Farro della Garfagnana, Fungo di Borgotaro, Lenticchia di Castelluccio di Norcia, Limone Costa d'Amalfi, Limone di Sorrento, Marrone di Castel del Rio, Marrone del Mugello, Marrone di San Zeno, Mela Val di Non, Nocciola di Giffoni, Nocciola Piemonte, Peperone di Senise, Pera dell'Emilia Romagna, Pera Mantovana, Pesca e Nettarina di Romagna, Pomodoro di Pachino, Radicchio rosso di Treviso, Radicchio variegato di Castelfranco, Riso Vialone Nano Veronese, Scalogno di Romagna, Uva da tavola di Canicattì, Uva da tavola di Mazzarrone.